# Sprengring

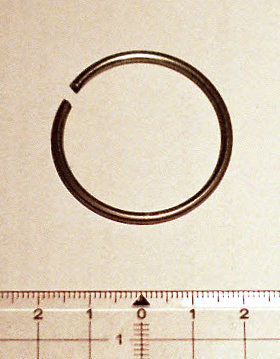
Sprengring mit Größenvergleich

Ein Sprengring ist eine besondere Form des Sicherungsrings und dient im Maschinenbau zur formschlüssigen, axialen Festlegung von Bauteilen wie Rädern oder Lagern auf Achsen, Wellen bzw. Lagern, Achsen etc. in Bohrungen. Der Sprengring selbst besteht aus Federstahl-Draht mit gleichbleibendem Querschnitt, der zu einem Ring gebogen ist. Sprengringe werden mit Durchmessern von wenigen Millimetern bis hin zu einigen Metern hergestellt.

## Arten
Viele Ringe können sowohl in einer Nut auf einer Welle sowie auch in einer Bohrung montiert werden. Die Industrie bietet aber für jeden der beiden Anwendungsfälle genau abgestimmte Varianten an.

### Sprengringe für Schraubverbindungen
Der Sicherungsring für Schraubverbindungen besteht aus einem kreisrund gebogenen Federstahl, der zusätzlich für Unterlegscheiben verwendet wird. Die Enden sind nicht zueinander fluchtend und erzeugen deshalb bei der radialen Anziehbewegung eine axiale Krafteinwirkung, die das selbstständige Lösen von Verschraubungen, beispielsweise durch Erschütterungen, verhindern soll.

### Wellensicherungsringe
Kennzeichnend für diesen Typ ist ein relativ kleiner Spalt (ca. 4 mm für einen Ring einer Welle ø40).
Diese Art von „Sprengring“ wird auch als „Wellensicherungsring“ bezeichnet.

### Bohrungssicherungsringe
Im Vergleich zum Wellenring ist der Spalt deutlich größer (ca. 12 mm für einen Ring einer Bohrung ø40).
Allerdings ist hier die Bezeichnung des „Sprengrings“ irreführend. Dieser wird korrekterweise als Bohrungssicherungsring bezeichnet.

### Spezielle Formen
Weiterhin gibt es noch zahlreiche Varianten der Enden, sowie von der Kreisform abweichende Geometrien z. B. radial oder axial gewellte Ringe.

## Herstellung

### Geschichte
Vor der industriellen Großserien-Herstellung wurden Ringe mit quadratischem Querschnitt von einem Rohr auf der Drehbank abgestochen und anschließend an einer Stelle aufgebrochen. Ringe mit rundem, später dann auch mit quadratischem Querschnitt wurden durch „aufsprengen“ (trennen) einer aus Federstahl-Draht gewickelten Spirale hergestellt; dieser Umstand hat dem Ring seinen Namen gegeben.

### Prozess
Heute werden die meisten Sprengringe auf speziellen Ring-Wickelmaschinen produziert, die pro Arbeitsgang einen fertigen Ring aus Profildraht erstellen.
Je nach Art des verwendeten Materials ist ein nachfolgender Härteprozess und/oder ein Spannungsarm-Glühen notwendig, um die gewünschten Federeigenschaften zu erreichen.

### Veredelung
Für manche Anwendungen (z. B. Toleranzausgleich in einem Getriebe) werden die Seitenflächen noch genauer geschliffen.
Weitere mögliche Nachbehandlungen sind Gleitschleifen (zum Entfernen des Schnittgrates) und alle denkbaren industriellen Oberflächen-Beschichtungen wie z. B. Brünieren, Phosphatieren, Verzinken, Verkupfern.
Zur automatischen Montage werden Sprengringe teilweise noch gestapelt und im Spalt ausgerichtet verpackt.

## Montage
Wegen der starken Federspannung ist bei der Montage eines Sprengrings besonders sorgfältig vorzugehen, da ansonsten eine erhebliche Verletzungsgefahr besteht. Das Entfernen muss vorsichtig erfolgen, um ein unkontrolliertes Abspringen des Ringes zu vermeiden.

### Voraussetzungen
Zur Aufnahme von Axialkräften benötigt jeder Sprengring eine Nut, die 0,1–0,2 mm breiter als der Ring ist.

### Wellensicherungsringe
Um Deformationen des Ringes bei der Montage zu vermeiden, wird meist ein konischer Montagedorn auf das Wellenende gesetzt, über den der Ring geschoben wird. Bei empfindlichen Wellen (Lagerstellen, Aluminiumbauteile etc.) kommt zusätzlich noch eine dünnwandige Hülse, die über die Welle geschoben wird, zum Einsatz.
Alternativ kann der Ring mit Hilfe einer Sprengringzange gespreizt und so über die Welle geschoben werden.

### Bohrungssicherungsringe
Analog zu den Wellenringen wird hier mit einer konischen Hülse gearbeitet, durch die der Ring in die Bohrung geschoben wird.

## Auswahl und Auslegung
Für die meisten Anwendungen stellen die Hersteller in ihren Katalogen die erforderlichen Daten wie Nenndurchmesser der Welle bzw. Bohrung, maximale Axialkraft, Nutgeometrie etc. zur Verfügung.

## Normen
Die in den Katalogen angebotenen Sprengringe mit quadratischem Profil unterliegen meist keiner Norm. Für den Einbau von Wälzlagern ab Durchmesser 30 mm gibt es jedoch spezielle Ringe, die nach der DIN 5417 genormt sind.
Runddraht-Sprengringe sind meist nach der DIN 7993 genormt.